# Bugatti Tourbillon
Bugatti Tourbillon — майбутній гібридний спортивний автомобіль із центральним розташуванням двигуна, який вироблятиме французький автовиробник Bugatti. Турбійон прийшов на зміну Chiron і обмежений 250 одиницями. Був оприлюднений під час онлайн-трансляції 20 червня 2024 року. Коштує 3,8 мільйона євро або 4,1 мільйона доларів США.
Автомобіль названо на честь механізму турбійон, балансуючої структури, яка використовується в механічних годинниках.

## Опис

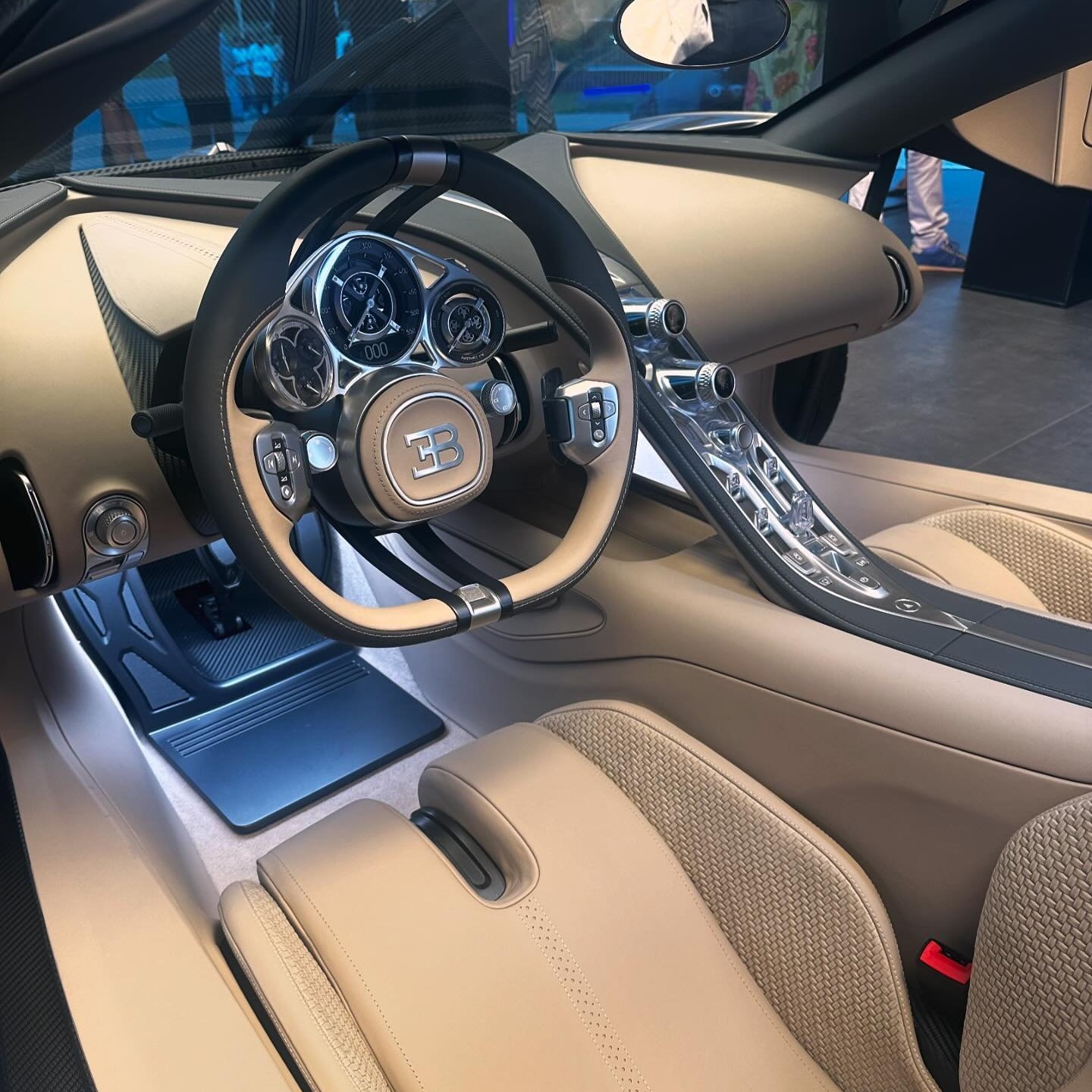

Tourbillon оснащений атмосферним двигуном V16 об'ємом 8355 см3 (8,4 л). Двигун, розроблений компанією Cosworth, має діаметр поршню 92 мм × 78,55 мм і поєднується з 3 електродвигунами, з 2 на передній осі та 1 на задній осі. Двигун має потужність 1000 к.с. (735 кВт) і 900 Нм крутного моменту, тоді як електродвигуни мають загальну вихідну потужність 800 к.с. (588 кВт), на загальну потужність 1800 к.с. (1324 кВт). У Bugatti кажуть, що вибір замінити турбодвигун Chiron на атмосферний двигун полягав у тому, щоб зробити враження «більш емоційними» та забезпечити більш високі обороти, причому двигун знижувався на 9000 об/хв. V16 має поперечну конструкцію кривошипа, кут крену 90 градусів і систему змащування з сухим картером. Загальна вага двигуна становить 252 кг. У Tourbillon використовується 8-ступінчаста трансмісія з подвійним зчепленням, яка встановлена поздовжньо в задній частині двигуна, на відміну від Chiron, де вона була встановлена спереду. Акумуляторна батарея ємністю 24,8 кВт/год встановлена перед двигуном у центральному тунелі, що забезпечує повний запас ходу на електриці близько 60 км.
Для підвіски Tourbillon компанія Bugatti співпрацювала з Divergent Technologies, материнською компанією Czinger, над створенням компонентів підвіски, надрукованих на 3D органічних формах, розроблених за допомогою штучного інтелекту. Підвіска — це кована алюмінієва багатоважільна установка, яка, за словами Bugatti, на 45 відсотків легша за підвіску, встановлену в Chiron.
Шасі Tourbillon виготовлено з вуглецевого композиту T800, з передньою та задньою рамами, на яких використовуються 3D-друковані скоби, і акумулятор, інтегрований у монокок, щоб зменшити вагу. Також має дифузор, розроблений як частина аварійної конструкції замість задньої аварійної балки, що є ще одним засобом зниження ваги.

## Двигун
- 8.35 L Cosworth V16 + 3 електродвигуни (2 перід і 1 зад) сумарна віддача 1800 к.с. (1324 кВт)